# Майкл, брат Джерри
«Майкл, брат Джерри» (англ. Michael, Brother of Jerry) — роман американского писателя Джека Лондона, издан в 1917 году. Главный герой — кобель породы ирландский терьер по кличке Майкл.

## Сюжет
Также, как и Джерри, Майкл родился на острове Санта-Исабель у хозяина мистера Хаггина. Но после он оказался на острове Тулаги у капитана Келлара, который присматривал за ним. Раз в пять недель, на пути от Новой Гвинеи и Шортлендских островов до Австралии, в Тулаги заходил пароход «Макамбо». Однажды он прибыл с опозданием, а Келлар забыл Майкла на берегу. Майкл, оставленный без присмотра, был украден стюардом парохода «Макамбо» Дэгом Доутри. Дэг Доутри собирался продать Майкла за деньги, так как кобель был породистым. Преследуя свои корыстные цели, стюард со временем привязался к псу и уже не думал расставаться с ним.
Однажды Дэг Доутри открыл талант Майкла — пение. Это случилось жарким днём, когда негр, помощник стюарда, Квэк заиграл на своей губной гармошке, а рядом отдыхал Майкл. Услышав звуки инструмента, Майкл душевно «запел». Но на этом таланты Майкла не закончились, так как вскоре стюард научил считать Майкла до пяти.
Спокойная жизнь на «Макамбо» не была долгой, потому что Майкл расправился с любимой кошкой капитана парохода. Это был несчастный случай. Капитан Дункан в ярости хотел избавиться от Майкла, но ему не удалось, Майкл храбро защищался. На помощь прибыли люди, включая стюарда, которые решили ситуацию. Узнав чья это собака и как она попала на судно, капитан решил выкупить её. Но Дэг был непреклонен. Он не собирался продавать собаку. Тогда, капитан решил по возвращении через два месяца в Тулаги вернуть собаку владельцу. Но этого не произошло.
Судно «Макамбо» причалило в порт Сиднея, где стюард в кают-компании разговорился с моряками и ему предложили участвовать в поисках сокровищ. Стюард согласился. Так, Дэг Доутри со своим псом Майклом и Квэком избежали возвращения в Тулаги.
Некоторое время организатору поисков сокровищ, Старому Моряку, удалось всех «надуть», но не Дэга Доутри. По некоторой причине Моряку пришлось все рассказать Доутри и тогда они сильно сдружились. Через несколько дней на корабль напала самка кита. Она мстила за убийство её детёныша, который был застрелен Ишикантой, участником в поисках сокровищ. К счастью, пассажирам удалось спастись.
Прибыв уже на другом корабле в Сан-Франциско, Дэг Доутри, Майкл, Старый Моряк, Квэк и его попугайчик Кокки отправились на поиски жилья и работы. Изначально им было трудно жить, они голодали. Однако Дэг вспомнил о талантах Майкла и решил на этом заработать деньги. Люди просили Дэга продать его пса, но он категорически был против. Все друзья стали прекрасно жить, даже Моряка поселили в новый дорогой отель.
Однажды Дэг обнаружил, что его помощник Квэк мучается от жутких судорог, и он решает отвести Квэка к врачу. Доктор же понимает, что негр страдает проказой, как и его друг Дэг. Он вызывает полицию, чтобы тех забрали в дом для прокажённых. Их уводят, но перед уходом Дэг просит доктора привести в дом его пса и даёт ему свой адрес. Доктор не приводит в итоге собаку стюарду, а забирает её себе.
Судьбы Дэга и Квэка заканчиваются тем, что в дом приходит Старый Моряк и излагает план их побега на корабль, где все уже подготовлено для отплытия. Вскоре Дэг и Квэк покидают дом прокажённых и уплывают из города.
Не успев побывать у доктора и дня, Майкла ночью крадёт дрессировщик Дель Мар, который давно хотел приобрести эту собаку. Так начинается цирковая жизнь Майкла. Это жестокая и мучительная жизнь изменит мировоззрение ирландского терьера навсегда. Он больше не станет играть, как было это раньше, и ничто уже не обрадует его до некоторой встречи.
Майкла, который провёл три года в цирке, по счастливой случайности находят супружеская пара Вилла и Гарлей Кэнноны, они выкупают Майкла у дрессировщика и увозят к себе домой. Все-таки, Майкл не забыл как радоваться и при встрече с его братом Джерри он не сдерживает эмоций. Так Майкл поселился в доме Кэннонов, где он был окружён любовью и заботой.